# Carl Metz (Unternehmer)

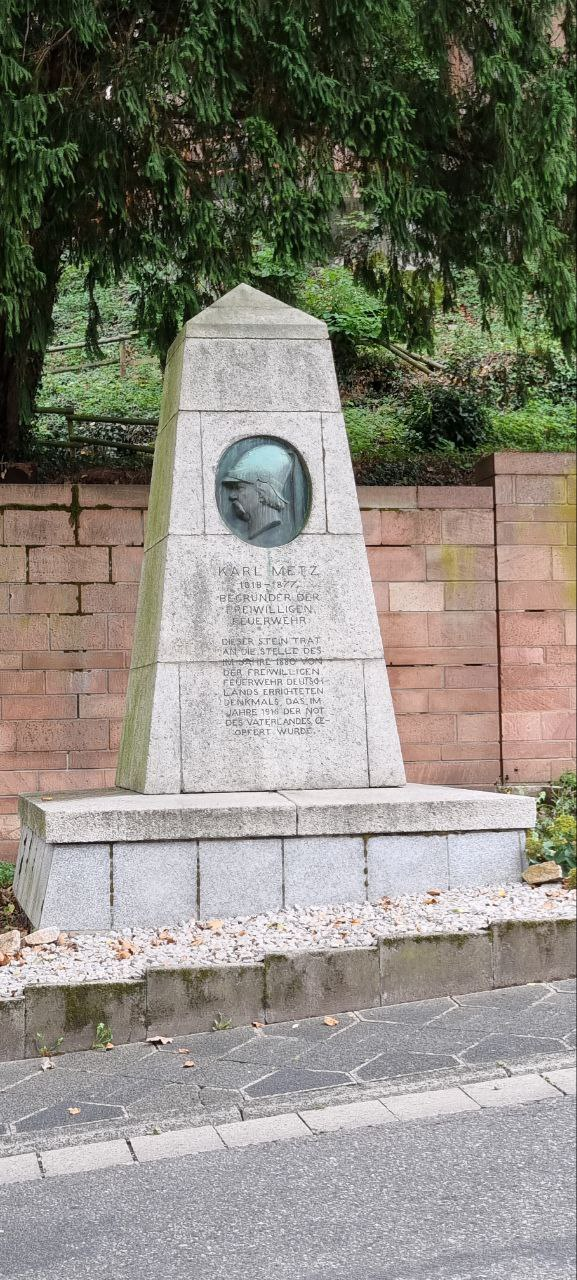
Karl-Metz-Denkmal am Oberen Faulen Pelz

Carl Metz (* 5. August 1818 in Feudenheim; † 31. Oktober 1877 in Heidelberg) gründete als Mechanikus 1842 die Maschinenfabrik Carl Metz in Heidelberg zur Herstellung von Feuerlösch- und Rettungsgeräten. Er entwarf und baute Pumpensysteme, die die damalige Brandbekämpfung revolutionierten. Er wurde zudem zum Begründer der Freiwilligen Feuerwehren.

## Leben

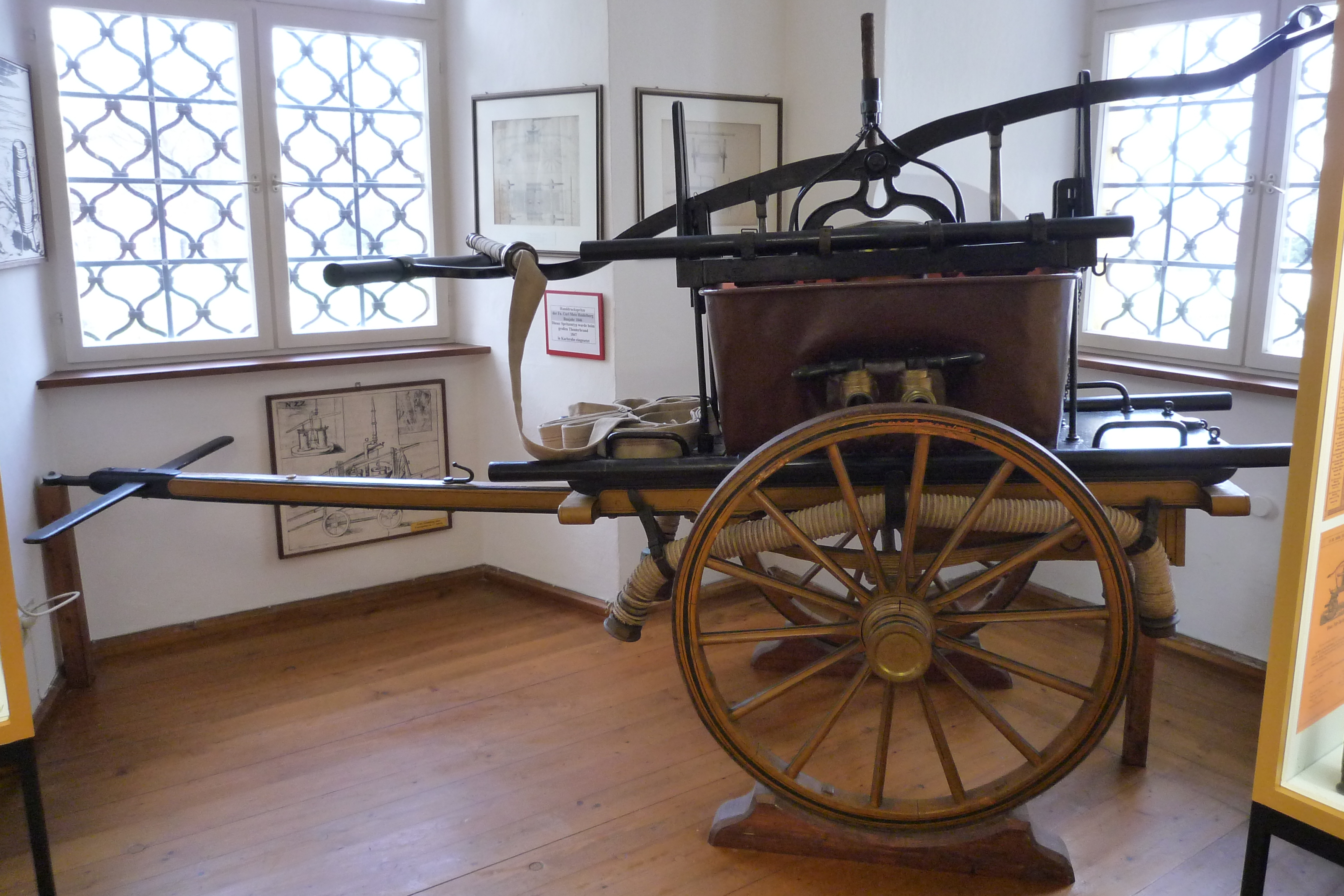
Handdruckspritze von Carl Metz aus dem Jahr 1846

Schon früh erkannte Carl Metz die unzureichende Brandschutzausrüstung von Städten und Gemeinden, daher begann er mit der Serienfertigung von handbetriebenen Wasserspritzen. Die existenzbedrohenden Feuer in den Ortschaften (die Häuser waren sehr eng aneinander gebaut) wurden zu jener Zeit von Hand, vielfach mit weitergereichten (Leder-)Löscheimern, von zusammengerufenen Einwohnern gelöscht. Eine geschulte und gut ausgerüstete Löschmannschaft stand selten bereit. Ganze Stadtteile wurden deshalb häufig Opfer von Feuersbrünsten.

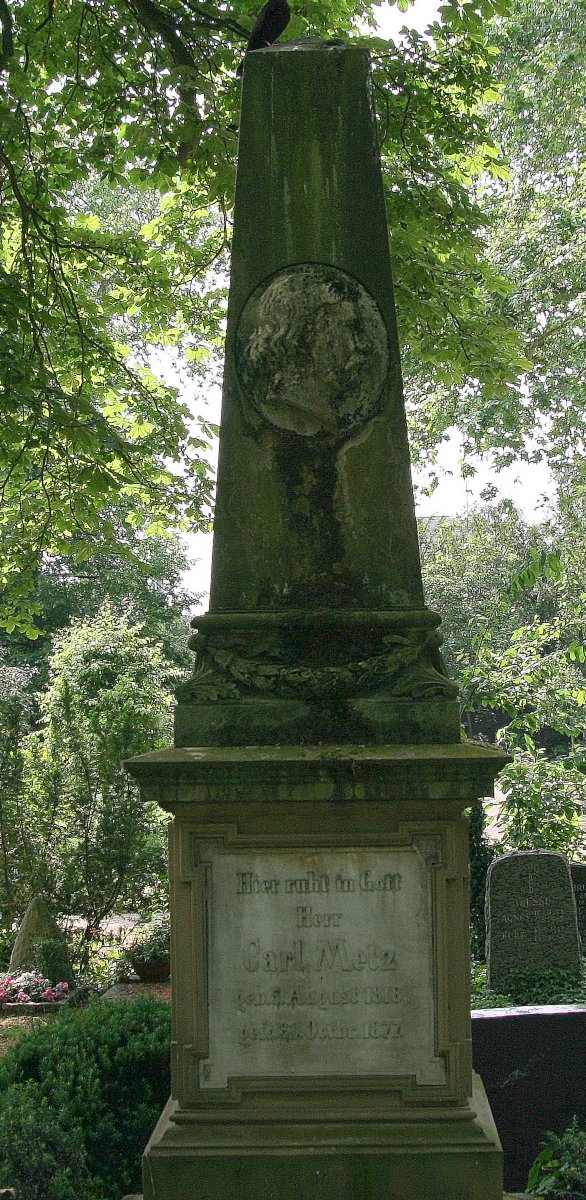
Carl Metz Grabanlage auf dem Heidelberger Bergfriedhof in der (Abt. L)

Spritzenfabrikant und Turner Carl Metz verband den Absatz seiner Spritzen damit, dass er die Mannschaft zur Bedienung einübte. Seit dem Jahr 1843 propagierte er die Bildung von Vereinen zur Bemannung der Spritzen und verwies dazu auf die Turner, die im Interesse ihrer Mitbürger bereit seien, diese Aufgabe ehrenamtlich zu übernehmen. Er reiste dazu ständig durchs Land und bot an Turnertagen oder auf Turnhalleneinweihungen Vorführungen seiner Technik mit Beratung zur Bildung von Löschvereinen an. Die Turner übernahmen diese neue Aufgabe vielerorts begeistert, teils auch selbstständig, ohne direktes Einwirken von Metz. So nahmen sich im Jahr 1843 in Hanau, 1845 in Offenbach am Main und 1846 in Heidelberg und Leipzig die Turner der Bedienung der Feuerspritzen an, in der Regel neben den bereits bestehenden Organisationen zur Brandbekämpfung.
Carl Metz war nicht nur Unternehmer, sondern auch Berater von Feuerwehren und Kommunen, der sich ebenso um Ausrüstung und Organisation kümmerte. Da sich viele Kommunen keine hauptamtliche Feuerwehr leisten konnten, kam er auf die Idee der Freiwilligen Feuerwehr, um so den Brandschutz zu fördern. Diese Idee wurde auch von vielen Kommunen umgesetzt.
Am 27. Juli 1846 gründete er gemeinsam mit Christian Hengst das Pompier-Corps in Durlach. Es war eine der ersten Freiwilligen Feuerwehren mit hervorragender technischer Ausrüstung. Sie waren schon mit einer Stadtspritze Nr. 2 von Metz ausgerüstet.
Als am 28. Februar 1847 in einer spektakulären Aktion mit völlig neuem Gerät und Logistik der Großbrand des Großherzoglichen Hoftheaters in Karlsruhe von dem Pompier-Corps bekämpft wurde, waren die Pumpen von Metz und die in effektiver Brandbekämpfung ausgebildeten Männer tagelang das Hauptthema in der überregionalen Presse. Dies war nicht nur der Durchbruch zum Erfolg für das Unternehmen von Carl Metz, sondern auch der Durchbruch der neuen Methoden zur Brandbekämpfung. Auch nahm er am 27. Juli 1872 an der Gründungsfeier des Nassauischen Feuerwehrverbandes in Wiesbaden teil, zu der auch Ludwig Scabell und sogar Kaiser Wilhelm I. zugegen war.
Am 31. Oktober 1877 starb Metz nach langer Krankheit. Die Beerdigung fand am 3. November 1877 statt, bei der alle Schichten der Gesellschaft vertreten waren und rund eintausend Personen am Trauerzug teilnahmen.
Die Freiwilligen Feuerwehren Deutschlands errichteten 1880 für Carl Metz in Heidelberg ein Denkmal mit der Inschrift „Carl Metz, 1818–1877, Begründer der Freiwilligen Feuerwehren“. Seinen bürgerlich-humanistischen Idealen entsprechend war er Mitglied der Heidelberger Freimaurerloge Ruprecht zu den fünf Rosen.

## Das Unternehmen
Das von Carl Metz begründete Unternehmen, die Carl Metz GmbH in Heidelberg, später als Metz Feuerwehrgeräte GmbH mit Sitz in Karlsruhe wurde 1998 von der Rosenbauer International AG übernommen und bis 2015 als Metz Aerials GmbH & Co. KG geführt. Seit 2015 firmiert das Unternehmen als Rosenbauer Karlsruhe GmbH & Co. KG.

## Auszeichnungen
Carl Metz erhielt im Jahr 1860 für seine „mannigfachen Leistungen und Verdienste um das Feuerlöschwesen“ die Große Goldene Zivil-Verdienstmedaille. Zum 30. Firmenjubiläum im Jahr 1872 wurde ihm das Ritterkreuz II. Klasse des Zähringer-Löwen-Ordens verliehen. Mit seinem Lebenswerk erwarb er sich den Ehrentitel „Begründer der Freiwilligen Feuerwehr“.